# Leszna
Leszna (szlovákul: Lesné) község Szlovákiában, a Kassai kerület Nagymihályi járásában.

## Fekvése
Nagymihálytól 12 km-re északnyugatra, a Laborc és az Ondava között fekszik.

## Története
A falut a 13. században alapították, 1254-ben említik először. Már ekkor állt mai görögkatolikus temploma, mely az egyik legrégebbi Zemplénben. Lakói mezőgazdasággal, szövéssel, kosárfonással foglalkoztak.
A 18. század végén Vályi András így ír róla: „LESZNA. Tót falu Zemplén Várm földes Urai Boronkay, és Szirmay Uraságok, lakosai ó hitűek, fekszik Rakoczhoz 1/2 órányira, agyagos határja 3 nyomásbéli, gabonát leg inkább, egyebet középszerűen terem, erdeje vagyon, piatza Homónnán.”
Fényes Elek 1851-ben kiadott geográfiai szótárában így ír a faluról: „Leszna, orosz falu, A. Körtvélyes fil. 53 r., 300 g. kath., 12 zsidó lak., 599 hold szántófölddel. F. u. b. Barkóczy, Szirmay. Ut. posta Nagy-Mihály.”
Borovszky Samu monográfiasorozatának Zemplén vármegyét tárgyaló része szerint: „Leszna, tót kisközség. 74 házat számlál és 406 gör. kath. lakosa van. Postája Rákócz, távírója és vasúti állomása Nagymihály. 1254-ben szerepel először pusztaként, melynek birtokába a leleszi káptalan a Nátafalusi Csontos család ősét, Nata fia Gergelyt iktatta, kivel IV. Béla király e birtokot más földekért elcserélte. 1421-ben a Nagymihályi Euden (Eödön) családot és Zeredvai Jánost iktatják némely részekbe, de 15 évvel később a Nátafalusi Csontos család is újabb részeket kap. 1448-ban a Lesznai, Eödönffy, Szeretvai s a Csontos családok az urai, később a Farkas család is, de Mátyás király 1473-ban, a mikor Leznye alakban találjuk említve, a Nátafalusiaknak új adománylevelet ad itteni birtokaira. 1480-ban Ráskai Balázst és a Zbugyaiakat iktatják némely részekbe, tíz évvel később a Csontos, Harkányi és Korcsvai családok szerepelnek birtokosaikként, 1519-ben Komoróczi Andrásnak is van benne része, de az 1598-iki összeírás Rákóczy Ferenczet, Eödönffy Gáspárt és Kristófot, Paczoth Ferenczet, Morvay Jánost és Melith Vitust sorolja fel s ekkor kipusztult hely. 1755-ben Sztáray Imre, 1774-ben Szirmay László és Orosz Teréz, majd a Barkóczyak az urai. Most Zempléni Moskovitz Gézának van itt nagyobb birtoka. Az itteni gör. kath. templom nagyon régi s építési ideje ismeretlen. Ide tartozik Fundus-tanya is. Leszna közelében feküdt hajdan Arács község, mely 1447 előtt a Pelejtei és Azari családoké volt.”
1920-ig Zemplén vármegye Nagymihályi járásához tartozott.

## Népessége
| Év:            | 1994. | 2004.   | 2014.   | 2024.   |
| -------------- | ----- | ------- | ------- | ------- |
| Emberek száma: | 413   | 425     | 443     | 417     |
| Eltérés:       |       | +2,90 % | +4,23 % | -5,86 % |

| Év:            | 2023. | 2024.   |
| -------------- | ----- | ------- |
| Emberek száma: | 430   | 417     |
| Eltérés:       |       | -3,02 % |

1910-ben 404, túlnyomórészt szlovák anyanyelvű lakosa volt.
2001-ben 434 lakosából 398 szlovák volt.
2011-ben 443 lakosából 389 szlovák volt.

## Nevezetességei

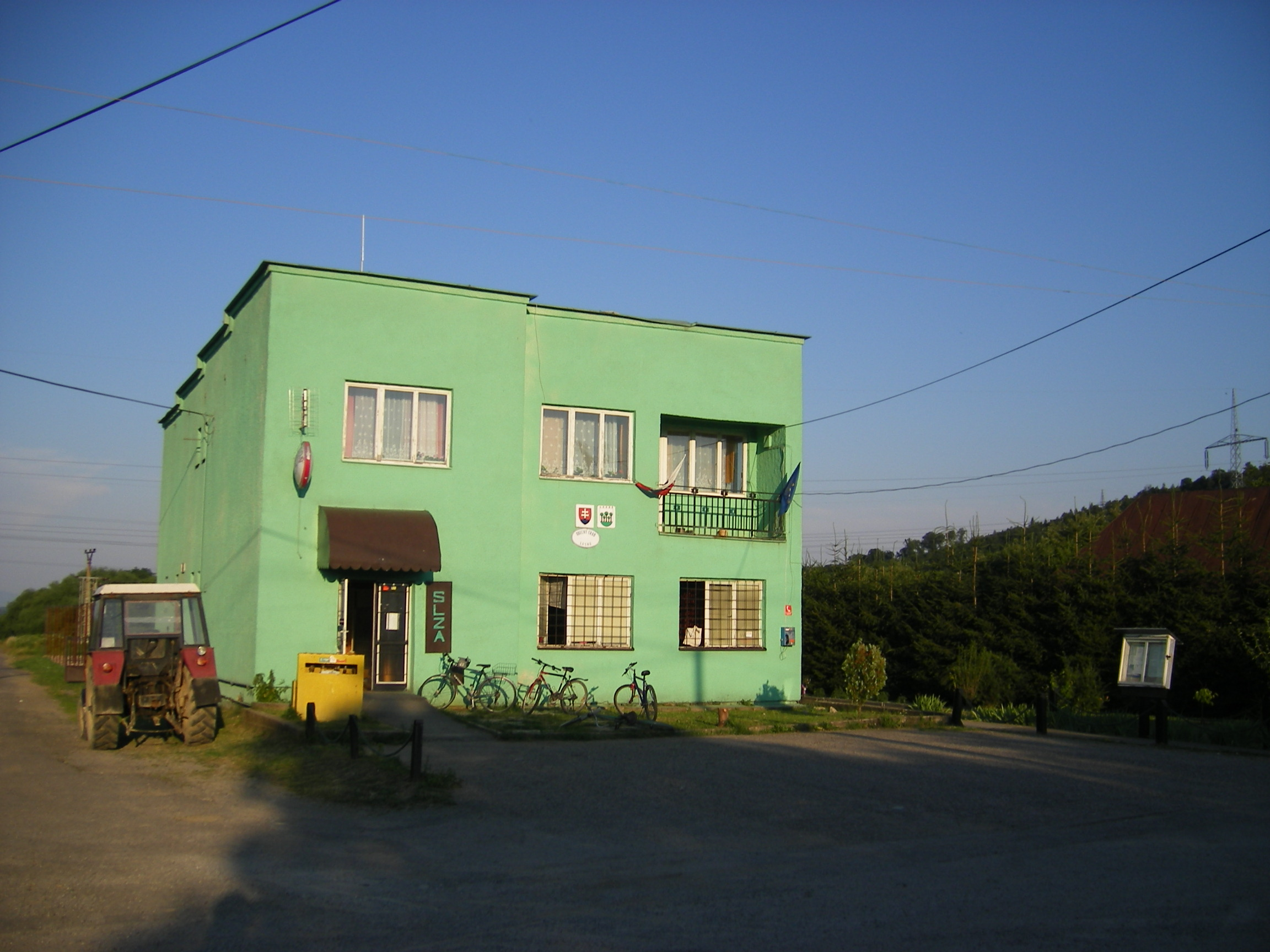
A lesznai polgármesteri hivatal

Szűz Mária Szeplőtelen Szíve tiszteletére szentelt, görögkatolikus temploma 13. századi eredetű.